# Ordine della Stara Planina
L'Ordine della Stara Planina (Ordine dei Monti Balcani) è un ordine cavalleresco della Bulgaria.

## Storia
L'Ordine della Stara Planina venne fondato il 4 agosto 1966 per premiare quanti si fossero distinti al servizio della Bulgaria oppure quanti avessero prestato diligentemente servizio nelle cooperazioni internazionali.
L'Ordine è dedicato ai Monti Balcani, la più grande catena montuosa della penisola balcanica che si trova proprio ad attraversare la Bulgaria.
L'Ordine decaduto dopo la fine del comunismo è stato ristabilito il 29 maggio 2003 dalla Repubblica di Bulgaria

## Classi
L'Ordine dispone delle seguenti classi di benemerenza:
- Gran Croce
- I Classe
- II Classe

## Assegnazione
L'Ordine viene assegnato a cittadini bulgari con meriti particolarmente grandi per la Bulgaria e a cittadini stranieri per meriti particolarmente grandi per le relazioni bilaterali e la cooperazione internazionale.

## Insegne
La medaglia dell'ordine consiste in una stella a cinque punte smaltata completamente di bianco, per la I Classe, di rosso, per la II Classe. Alla I e II Classe possono essere aggiunte due spade incrociate per la divisione militare.
La stella consiste in una placca a stella sovrastata da una stella a cinque punte smaltata di bianco riportante in centro un anello dorato.
Il nastro è bianco con una striscia verde ed una rossa affiancate sul lato sinistro.

## Insigniti notabili
- Colin Powell
- Harald V di Norvegia
- Nicolas Sarkozy
- Radko Dimitriev
- Silvio Berlusconi
- Nelson Mandela
- Dilma Rousseff
- Carlo XIV Gustavo di Svezia
- Silvia Sommerlath
- Margherita II di Danimarca
- Sergio Mattarella